# Mondeville (Essonne)
Mondeville település Franciaországban, Essonne megyében. Lakosainak száma 724 fő (2022. január 1.). Mondeville Champcueil, Baulne, Soisy-sur-École és Videlles községekkel határos.

## Népesség
A település népességének változása:
| Lakosok száma | 706  | 710  | 726  | 727  | 728  | 738  | 733  | 729  | 724  |
|               | 2013 | 2015 | 2016 | 2017 | 2018 | 2019 | 2020 | 2021 | 2022 |